# Evropská silnice E019
Evropská silnice E019 je mezinárodní silniční trasa třídy B, která se nachází pouze v Kazachstánu. Vede mezi městy Petropavl a Zapadnoe. Její celková délka je 270 km.

## Trasa

### KazachstánKazachstán
Petropavl – Zapadnoe